# لا روكيت سور سيانيي
لا روكيت سور سيانيي (بالفرنسية: La Roquette-sur-Siagne)‏ هي بلدية فرنسية تقع في إقليم الألب البحرية من منطقة بروفنس ألب كوت دازور في جنوب شرق فرنسا. تبلغ مساحة هذه المدينة 6.31 (كم²)، وترتفع عن سطح البحر 148 م، يبلغ عدد سكانها 4976 نسمة حسب إحصاء المعهد الوطني للإحصاء والدراسات الاقتصادية سنة 2009 م. وترأس André Roatta البلدية خلال فترة (2008-2014).

## وصلات خارجية
- صفحة البلدية على موقع المعهد الوطني للإحصاء والدراسات الاقتصادية